# Hemicaranx zelotes
Hemicaranx zelotes är en fiskart som beskrevs av Gilbert, 1898. Hemicaranx zelotes ingår i släktet Hemicaranx och familjen taggmakrillfiskar. IUCN kategoriserar arten globalt som livskraftig. Inga underarter finns listade i Catalogue of Life.